# Jean-Baptiste-Pierre Tardieu
Pour les articles homonymes, voir Tardieu (patronyme).
Jean-Baptiste-Pierre Tardieu dit « l'aîné » (1746-1816) est un graveur et cartographe français.

## Biographie
Jean-Baptiste-Pierre Tardieu appartient à une dynastie de graveurs. Son père, Pierre-Joseph Tardieu, était le cousin-germain  de Jacques-Nicolas Tardieu ; Jean-Baptiste-Pierre est l'aîné, il sera apprenti chez Jacques-Nicolas,,.
Il semble doué en géographie et produisit de nombreuses cartes ; il est le premier de cette famille à porter le titre de « graveur-géographe ».
En 1778, sont imprimées les Nouvelles recherches sur la science des médailles, inscriptions, et hiéroglyphes antiques, album gravé dans lequel il est mentionné que Jean-Baptiste-Pierre Tardieu résidait à cette époque à Malines. De fait, il est ensuite en lien avec la cour de Marie-Thérèse d'Autriche pour une cartographie des Pays-Bas autrichiens, ainsi qu'avec la cour du duché de Saxe-Altenbourg pour des travaux similaires.
Il fut également très actif sous la Révolution française et le Premier Empire.
En 1797, il répond à une commande de George Macartney pour les cartes gravées de son Voyage dans l'intérieur de la Chine et en Tartarie.
Il participe également, avec Jean-Henri Castéra à la traduction en français d'un ouvrage du diplomate britannique Samuel Turner, « Ambassade au Thibet et au Boutan, contenant des détails très-curieux sur les mœurs, la religion, les productions et le commerce du Thibet, du Boutan, et des États voisins », publiée en 1800 chez F. Buisson.

## Œuvres
- Samuel Turner (trad. Jean-Henri Castéra, ill. graveur : Jean-Baptiste-Pierre Tardieu), Ambassade au Thibet et au Boutan, contenant des détails très-curieux sur les mœurs, la religion, les productions et le commerce du Thibet, du Boutan, et des États voisins ; et une notice sur les événements qui s'y sont passés jusqu'en 1793, F. Buisson, 1800 (lire en ligne)